# منترودا
منترودا (به آلمانی: Menteroda) یک شهر در آلمان است که در اونستروت-هاینیش واقع شده‌است. منترودا ۲٬۳۵۴ نفر جمعیت دارد.